# Saint Andrew's Scots School
O Saint Andrew's Scots School, às vezes referido como Escuela Escocesa San Andrés o Colegio San Andrés, é uma instituição educativa privada sem fins lucrativos da Argentina de origem escocesa, fundada em 1838. Possui educação pré-escolar, primária, secundária e universitária (Universidade de San Andrés). A razão social da pessoa jurídica proprietária da escola é a Asociación Civil Educativa Escocesa San Andrés. Tem sua sede em Benavídez, Província de Buenos Aires.St. Andrews School desafia-se a ser uma comunidade de aprendizagem seguro e de apoio para todos. Nós construímos esta em cima de uma base de colaboração, a aprendizagem essencial e relacionamentos significativos. 
Este clube foi o primeiro campeão argentino em 1891.